# Sports Car Challenge of Mid-Ohio 2012
Navigation
Édition précédente Édition suivante
Le Sports Car Challenge of Mid-Ohio 2012 (2012 Sports Car Challenge of Mid-Ohio), disputé sur le 4 aout 2012 sur le Mid-Ohio Sports Car Course est la sixième manche de American Le Mans Series 2012 et la 41e édition de cette manifestation sportive.

## Course
Voici le classement provisoire au terme de la course.

- Les vainqueurs de chaque catégorie sont signalés par un fond jauni.
- Pour la colonne Pneus, il faut passer le curseur au-dessus du modèle pour connaître le manufacturier de pneumatiques.

| Pos    | Classe | no  | Équipe                     | Pilotes                                 | Châssis                                 | Pneus | Tours |
| Pos    | Classe | no  | Équipe                     | Pilotes                                 | Moteur                                  | Pneus | Tours |
| ------ | ------ | --- | -------------------------- | --------------------------------------- | --------------------------------------- | ----- | ----- |
| 1      | P1     | 6   | Muscle Milk Pickett Racing | Lucas Luhr Klaus Graf                   | HPD ARX-03a                             | M     | 123   |
| 1      | P1     | 6   | Muscle Milk Pickett Racing | Lucas Luhr Klaus Graf                   | Honda 3.4 L V8                          | M     | 123   |
| 2      | P1     | 16  | Dyson Racing Team          | Chris Dyson Guy Smith                   | Lola B12/60                             | D     | 122   |
| 2      | P1     | 16  | Dyson Racing Team          | Chris Dyson Guy Smith                   | Mazda MZR-R 2.0 L I4 Turbo (Isobutanol) | D     | 122   |
| 3      | P2     | 055 | Level 5 Motorsports        | Scott Tucker Christophe Bouchut         | HPD ARX-03b                             | D     | 121   |
| 3      | P2     | 055 | Level 5 Motorsports        | Scott Tucker Christophe Bouchut         | Honda HR28TT 2.8 L V6 Turbo             | D     | 121   |
| 4      | P2     | 37  | Conquest Endurance         | Martin Plowman David Heinemeier Hansson | Morgan LMP2                             | D     | 121   |
| 4      | P2     | 37  | Conquest Endurance         | Martin Plowman David Heinemeier Hansson | Nissan VK45DE 4.5 L V8                  | D     | 121   |
| 5      | P2     | 95  | Level 5 Motorsports        | Scott Tucker Ricardo González           | HPD ARX-03b                             | D     | 120   |
| 5      | P2     | 95  | Level 5 Motorsports        | Scott Tucker Ricardo González           | Honda HR28TT 2.8 L V6 Turbo             | D     | 120   |
| 6      | PC     | 52  | PR1/Mathiasen Motorsports  | Rudy Junco, Jr. Marino Franchitti       | Oreca FLM09                             | M     | 118   |
| 6      | PC     | 52  | PR1/Mathiasen Motorsports  | Rudy Junco, Jr. Marino Franchitti       | Chevrolet LS3 6.2 L V8                  | M     | 118   |
| 7      | PC     | 06  | CORE Autosport             | Alex Popow Ryan Dalziel                 | Oreca FLM09                             | M     | 118   |
| 7      | PC     | 06  | CORE Autosport             | Alex Popow Ryan Dalziel                 | Chevrolet LS3 6.2 L V8                  | M     | 118   |
| 8      | PC     | 8   | Merchant Services Racing   | Kyle Marcelli Antonio Downs             | Oreca FLM09                             | M     | 116   |
| 8      | PC     | 8   | Merchant Services Racing   | Kyle Marcelli Antonio Downs             | Chevrolet LS3 6.2 L V8                  | M     | 116   |
| 9      | P2     | 27  | Dempsey Racing (en)        | Patrick Dempsey Joe Foster Dane Cameron | Lola B12/87                             | M     | 116   |
| 9      | P2     | 27  | Dempsey Racing (en)        | Patrick Dempsey Joe Foster Dane Cameron | Judd-BMW HK 3.6 L V8                    | M     | 116   |
| 10     | PC     | 9   | RSR Racing                 | Bruno Junqueira Tomy Drissi             | Oreca FLM09                             | M     | 115   |
| 10     | PC     | 9   | RSR Racing                 | Bruno Junqueira Tomy Drissi             | Chevrolet LS3 6.2 L V8                  | M     | 115   |
| 11     | GT     | 4   | Corvette Racing            | Oliver Gavin Tommy Milner               | Chevrolet Corvette C6.R                 | M     | 115   |
| 11     | GT     | 4   | Corvette Racing            | Oliver Gavin Tommy Milner               | Chevrolet 5.5 L V8                      | M     | 115   |
| 12     | GT     | 45  | Flying Lizard Motorsports  | Jörg Bergmeister Patrick Long           | Porsche 911 GT3 RSR                     | M     | 115   |
| 12     | GT     | 45  | Flying Lizard Motorsports  | Jörg Bergmeister Patrick Long           | Porsche 4.0 L Flat-6                    | M     | 115   |
| 13 DNF | P1     | 20  | Dyson Racing Team          | Michael Marsal Eric Lux                 | Lola B11/66                             | D     | 114   |
| 13 DNF | P1     | 20  | Dyson Racing Team          | Michael Marsal Eric Lux                 | Mazda MZR-R 2.0 L I4 Turbo (Isobutanol) | D     | 114   |
| 14     | GT     | 55  | BMW Team RLL               | Jörg Müller Bill Auberlen               | BMW M3 GT2                              | D     | 114   |
| 14     | GT     | 55  | BMW Team RLL               | Jörg Müller Bill Auberlen               | BMW 4.0 L V8                            | D     | 114   |
| 15     | PC     | 25  | Dempsey Racing (en)        | Henri Richard Duncan Ende (en)          | Oreca FLM09                             | M     | 114   |
| 15     | PC     | 25  | Dempsey Racing (en)        | Henri Richard Duncan Ende (en)          | Chevrolet LS3 6.2 L V8                  | M     | 114   |
| 16     | GT     | 17  | Team Falken Tire (en)      | Wolf Henzler Bryan Sellers              | Porsche 911 GT3 RSR                     | F     | 114   |
| 16     | GT     | 17  | Team Falken Tire (en)      | Wolf Henzler Bryan Sellers              | Porsche 4.0 L Flat-6                    | F     | 114   |
| 17     | GT     | 56  | BMW Team RLL               | Joey Hand Dirk Müller                   | BMW M3 GT2                              | D     | 114   |
| 17     | GT     | 56  | BMW Team RLL               | Joey Hand Dirk Müller                   | BMW 4.0 L V8                            | D     | 114   |
| 18     | GT     | 01  | Extreme Speed Motorsports  | Scott Sharp Johannes van Overbeek       | Ferrari 458 Italia GT2                  | M     | 113   |
| 18     | GT     | 01  | Extreme Speed Motorsports  | Scott Sharp Johannes van Overbeek       | Ferrari 4.5 L V8                        | M     | 113   |
| 19     | GT     | 44  | Flying Lizard Motorsports  | Seth Neiman Marco Holzer                | Porsche 911 GT3 RSR                     | M     | 113   |
| 19     | GT     | 44  | Flying Lizard Motorsports  | Seth Neiman Marco Holzer                | Porsche 4.0 L Flat-6                    | M     | 113   |
| 20     | GT     | 02  | Extreme Speed Motorsports  | Ed Brown Guy Cosmo                      | Ferrari 458 Italia GT2                  | M     | 112   |
| 20     | GT     | 02  | Extreme Speed Motorsports  | Ed Brown Guy Cosmo                      | Ferrari 4.5 L V8                        | M     | 112   |
| 21     | PC     | 05  | CORE Autosport             | Jon Bennett Colin Braun                 | Oreca FLM09                             | M     | 112   |
| 21     | PC     | 05  | CORE Autosport             | Jon Bennett Colin Braun                 | Chevrolet LS3 6.2 L V8                  | M     | 112   |
| 22     | GT     | 48  | Paul Miller Racing         | Bryce Miller Sascha Maassen             | Porsche 911 GT3 RSR                     | D     | 112   |
| 22     | GT     | 48  | Paul Miller Racing         | Bryce Miller Sascha Maassen             | Porsche 4.0 L Flat-6                    | D     | 112   |
| 23     | GT     | 91  | SRT Motorsports            | Kuno Wittmer Dominik Farnbacher         | SRT Viper GTS-R                         | M     | 111   |
| 23     | GT     | 91  | SRT Motorsports            | Kuno Wittmer Dominik Farnbacher         | Dodge 8.0 L V10                         | M     | 111   |
| 24 DNF | GT     | 23  | Lotus / Alex Job Racing    | Bill Sweedler Townsend Bell             | Lotus Evora GTE                         | Y     | 109   |
| 24 DNF | GT     | 23  | Lotus / Alex Job Racing    | Bill Sweedler Townsend Bell             | Toyota-Cosworth 3.5 L V6                | Y     | 109   |
| 25     | GT     | 93  | SRT Motorsports            | Marc Goossens Tommy Kendall             | SRT Viper GTS-R                         | M     | 109   |
| 25     | GT     | 93  | SRT Motorsports            | Marc Goossens Tommy Kendall             | Dodge 8.0 L V10                         | M     | 109   |
| 26     | GTC    | 11  | JDX Racing                 | Tim Pappas Jeroen Bleekemolen           | Porsche 911 GT3 Cup                     | Y     | 108   |
| 26     | GTC    | 11  | JDX Racing                 | Tim Pappas Jeroen Bleekemolen           | Porsche 4.0 L Flat-6                    | Y     | 108   |
| 27     | GTC    | 66  | TRG                        | Al Carter Spencer Pumpelly              | Porsche 911 GT3 Cup                     | Y     | 107   |
| 27     | GTC    | 66  | TRG                        | Al Carter Spencer Pumpelly              | Porsche 4.0 L Flat-6                    | Y     | 107   |
| 28     | GTC    | 33  | Green Hornet Racing        | Bob Faieta Patrick Huisman              | Porsche 911 GT3 Cup                     | Y     | 107   |
| 28     | GTC    | 33  | Green Hornet Racing        | Bob Faieta Patrick Huisman              | Porsche 4.0 L Flat-6                    | Y     | 107   |
| 29     | GTC    | 22  | Alex Job Racing            | Cooper MacNeil Leh Keen                 | Porsche 911 GT3 Cup                     | Y     | 107   |
| 29     | GTC    | 22  | Alex Job Racing            | Cooper MacNeil Leh Keen                 | Porsche 4.0 L Flat-6                    | Y     | 107   |
| 30     | GTC    | 34  | Green Hornet Racing        | Peter LeSaffre Damien Faulkner          | Porsche 911 GT3 Cup                     | Y     | 106   |
| 30     | GTC    | 34  | Green Hornet Racing        | Peter LeSaffre Damien Faulkner          | Porsche 4.0 L Flat-6                    | Y     | 106   |
| 31     | GT     | 3   | Corvette Racing            | Jan Magnussen Antonio García            | Chevrolet Corvette C6.R                 | M     | 105   |
| 31     | GT     | 3   | Corvette Racing            | Jan Magnussen Antonio García            | Chevrolet 5.5 L V8                      | M     | 105   |
| 32 DNF | PC     | 7   | Merchant Services Racing   | Tony Burgess James Kovacic              | Oreca FLM09                             | M     | 88    |
| 32 DNF | PC     | 7   | Merchant Services Racing   | Tony Burgess James Kovacic              | Chevrolet LS3 6.2 L V8                  | M     | 88    |